# Antonio Carannante
Antonio Carannante (Pozzuoli, Nápoles, Italia, 23 de junio de 1965) es un exfutbolista y entrenador italiano. Jugó de defensa.

## Trayectoria
Se formó en la cantera del Napoli, debutando en el primer equipo en 1980. Permaneció con el conjunto partenopeo hasta 1989 (salvo un breve paréntesis con el Ascoli, en la temporada 1987/88), ganando un Scudetto (1986/87), una Copa de Italia (1986/87) y una Copa de la UEFA (1988/89).
En 1989 fue transferido al Lecce y la temporada siguiente al Piacenza. Concluyó su carrera de futbolista con dos clubes de Campania, el Avellino y el Nola.
Desde 2002 a 2005 ha sido entrenador de las categorías inferiores del Napoli (Giovanissimi y Berretti).

## Selección nacional
Ha sido internacional con la selección sub-21 de Italia en seis ocasiones, debutando el 5 de diciembre de 1984 contra Malta.

## Clubes
| Club            | País   | Año       |
| --------------- | ------ | --------- |
| SSC Napoli      | Italia | 1980-1987 |
| Ascoli Calcio   | Italia | 1987-1988 |
| SSC Napoli      | Italia | 1988-1989 |
| US Lecce        | Italia | 1989-1993 |
| Piacenza Calcio | Italia | 1993-1994 |
| US Avellino     | Italia | 1994-1995 |
| SS Nola         | Italia | 1995-1996 |

## Palmarés

### Campeonatos nacionales
| Título         | Club       | País   | Año     |
| -------------- | ---------- | ------ | ------- |
| Serie A        | SSC Napoli | Italia | 1986-87 |
| Copa de Italia | SSC Napoli | Italia | 1986-87 |

### Copas internacionales
| Título          | Club       | País   | Año     |
| --------------- | ---------- | ------ | ------- |
| Copa de la UEFA | SSC Napoli | Italia | 1988-89 |